# Aranbizkarra
Aranbizkarra (en castellà Arambizcarra) és un barri de la ciutat de Vitòria (Àlaba). Té una població de 8.533 habitants (2008). Està situat al nord-oest de la ciutat.

## Situació
El Portal de Villarreal i el Portal de Gamarra el separen per l'oest del barri de Zaramaga. El carrer de Madrid, que és part de l'antiga ronda de circumval·lació, el separa pel nord de Betoño. El carrer d'Andalucía, per l'oest del barri d'Arantzabela. El carrer de Valladolid, pel sud del barri d'Arana, la Plaça Provincias Vascongadas i el carrer Arana, el separen també pel sud del barri de Done Jakue. El carrer de los Herrán, Bisbe Ballester i Reyes de Navarra el separen pel sud-oest d'Anglo-Vasco.

## Característiques
És un barri eminentment residencial, de torres d'apartaments. El comerç establert al barri està dedicat a atendre necessitats primàries. El barri s'articula entorn d'un gran parc, el Parc d'Aranbizkarra, que li dona el nom. El topònim Aranbizkarra deriva al seu torn del barri d'Arana (vall-planuraa). Aranbizkarra es troba en un plànol lleugerament superior que la zona d'Arana, d'on es deriva la seva denominació, que vol dir en basc "l'esquena de la vall" o "la part posterior de la vall", ja que bizkarra en basc significa "l'esquena".

## Història
Encara que alguns habitatges ja havien estat construïts a la zona en anys anteriors, es pot dir que aquest barri va néixer a partir de 1972 quan es va iniciar la promoció de Aranbizkarra combinant iniciativa pública i privada. El 70% dels habitatges del barri van ser construïts entre 1971 i 1980. Es tracta d'un dels barris de la segona generació de polígons d'habitatges de la perifèria de Vitòria, que es correspon a la dècada dels anys 70. És un barri de caràcter obrer, però sense un caràcter tan acusat com el barris veïns de Zaramaga o Adurtza construïts en la dècada anterior.